# Thomas Fransson
Kåre Thomas Fransson, född 15 april 1955 i Fagerhults församling, Kalmar län, död 11 maj 2022, var en svensk bandymålvakt och senare tränare.
Fransson började sin karriär i Gunnebo IF för att sedan värvas till Hälleforsnäs IF. Han lämnade klubben efter fem säsonger och spelade sedan för Vetlanda och Selånger.
Han tog SM- och VM-guld i bandy, och tränade sedan Borgia, Selånger, Hammarby och Vetlanda. Han arbetade länge som klubbdirektör i Hammarby IF och var VM-general för VM i bandy för herrar 2006. 
Fransson tränade under senare år Tjust IF i division 1 och var skolintendent inom Västerviks kommun.
Han hade fem barn: Marcus (född 1982), Patrik (född 1985) och Jesper (född 1988) i sitt första äktenskap, samt Lukas (född 1997) och Lisa (född 2001) i sitt andra äktenskap.